# Ungku Abdul Aziz
Ungku Abdul Aziz, né le 28 janvier 1922 à Londres et mort le 15 décembre 2020, est un économiste malaisien. Ses études positivistes[pas clair] sur l’économie de Malaisie sont sans équivalent. Il a aussi contribué à l’éducation et au développement des ressources humaines.

## Biographie
Il a obtenu son diplôme d'études supérieures à l'Université de Malaya. Il s'est occupé du chef de département de l’économie de l’Université de Malaya en Malaisie de 1961 au 1965. Il est professeur de l'Université de Pittsburgh et de l'Université Chulalongkorn en Thaïlande.

## Publications
- Strategies for Structural Adjustment: The Experience of South Asia, Paperback (1990)
- Survey of five villages in Nyalas (1957)
- Subdivision of estates in Malaya, 1951-1960 (1972)

## Distinctions
- Prix de spécial Merdeka (2008)
- Rochdale Pioneers Award (2007) par l'Alliance coopérative internationale[1]
- Prix de la culture asiatique de Fukuoka (1994)
- Docteur Honoris Causa de l'Université Waseda[2]